# Ephesia sakaii
Ephesia sakaii là một loài bướm đêm trong họ Noctuidae.